# Milla del Conocimiento Margarita Salas
Milla del Conocimiento Margarita Salas es la denominación institucional que recibe un espacio de aproximadamente una milla donde se encuentran distintos equipamientos culturales, educativos, científicos y empresariales en la ciudad asturiana de Gijón, España. Creada en 2012, se nombró Margarita Salas en 2019 en reconocimiento de la científica fallecida ese año.

## Ubicación
Geográficamente la Milla discurre desde el río Piles hasta la parroquia de Cabueñes, pasando por las parroquias de Bernueces y Somió.
La avenida de la Pecuaria y la N-632 constituyen sus dos ejes vertebradores, siendo sus principales vías de comunicación y por donde circulan varias líneas de EMTUSA. El futuro túnel del Metrotrén contará con 3 estaciones que cubrirán gran parte de la Milla y la conectará con el resto de Asturias. Estas estaciones son, de oeste a este, las siguientes:
- Estación de Bernueces
- Estación del Campus Universitario
- Estación del Hospital de Cabueñes

## Descripción
Se trata de un término creado por el Ayuntamiento de Gijón que engloba a una serie de equipamientos culturales y empresariales que concentran a más de 13 000 estudiantes así como a más de 10 000 profesionales. La Milla supone el 25% del PIB local.

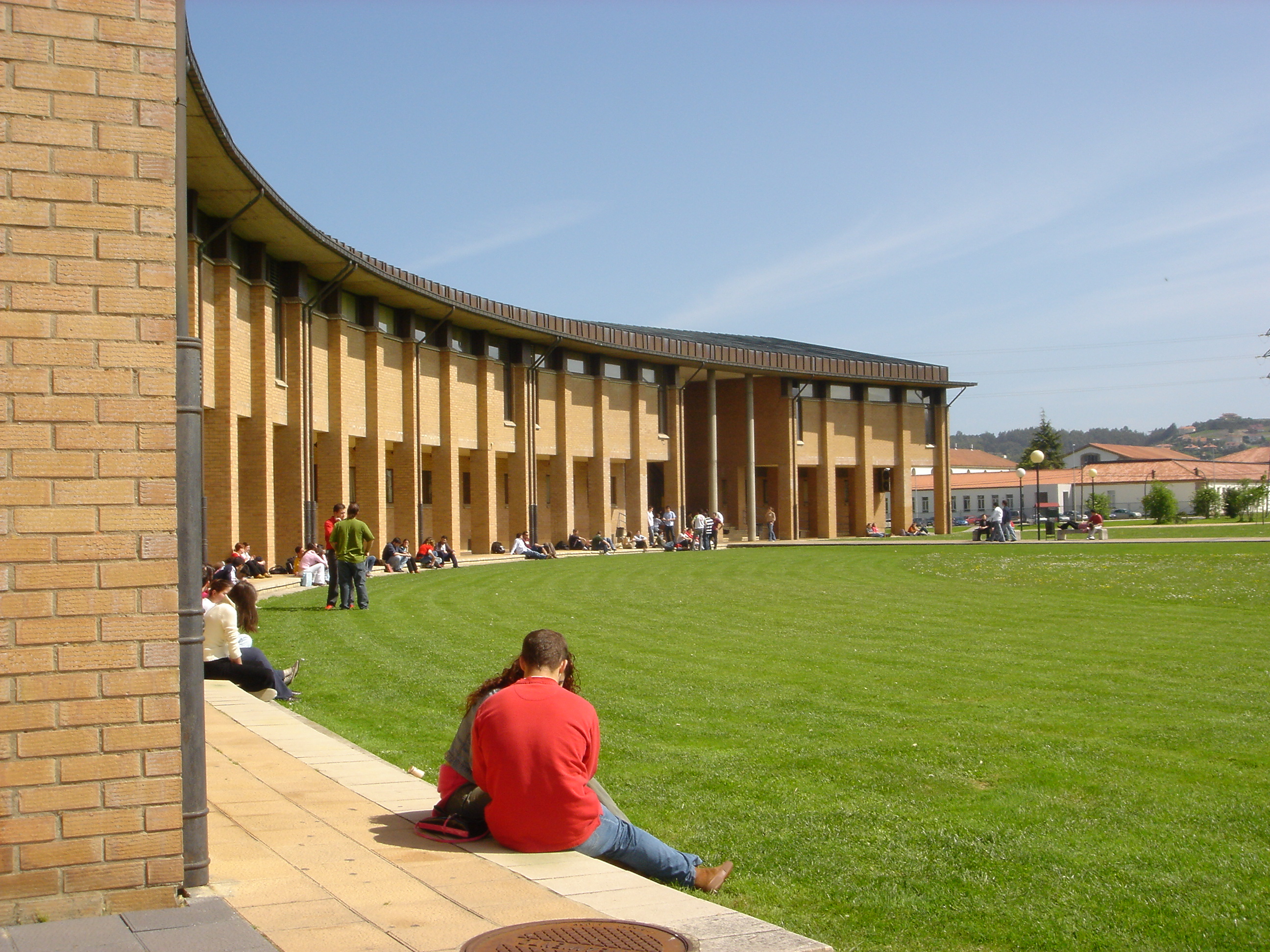
Aularios de la Escuela Politécnica.

### Equipamientos[6]
- Campus de Gijón, perteneciente a la Universidad de Oviedo y que incluye los siguientes centros:
  - Escuela Politécnica de Ingeniería de Gijón
  - Escuela Superior de la Marina Civil de Gijón
  - Facultad de Comercio, Turismo y Ciencias Sociales Jovellanos
  - Facultad de Enfermería de Gijón
  - Futura residencia de estudiantes.

- Universidad Laboral, edificio histórico de gran tamaño y multiusos.
- Jardín Botánico Atlántico, jardín botánico con gran variedad de flora.
- Parque Científico Tecnológico de Gijón, parque científico con más de 190 empresas y más de 5 000 empleados.
- Centro de empresas INTRA (INTRA 1 e INTRA 2), centro para proyectos empresariales de nuevas tecnologías, investigación y desarrollo, en estrecha relación con la Universidad..
- Hospital Universitario de Cabueñes, el hospital más importante de la ciudad.
- Centro de arte LABoral, museo de arte en el entorno de la Universidad Laboral.
- Centro Asociado de la UNED en Asturias.
- Futuro campus de la Universidad Europea.[7]

### Ampliación a la Pecuaria
La Milla del Conocimiento Margarita Salas recibirá 220.000 m2 nuevos de unos terrenos pertenecientes a la antigua Granja de la Pecuaria, al norte de la avenida homónima. Estarán especialmente destinados al PCTG.

## Carrera Popular
Por el entorno ocurre anualmente la Carrera Popular "Milla del Conocimiento", de unos 7 km de longitud.